# Knowsley Hall

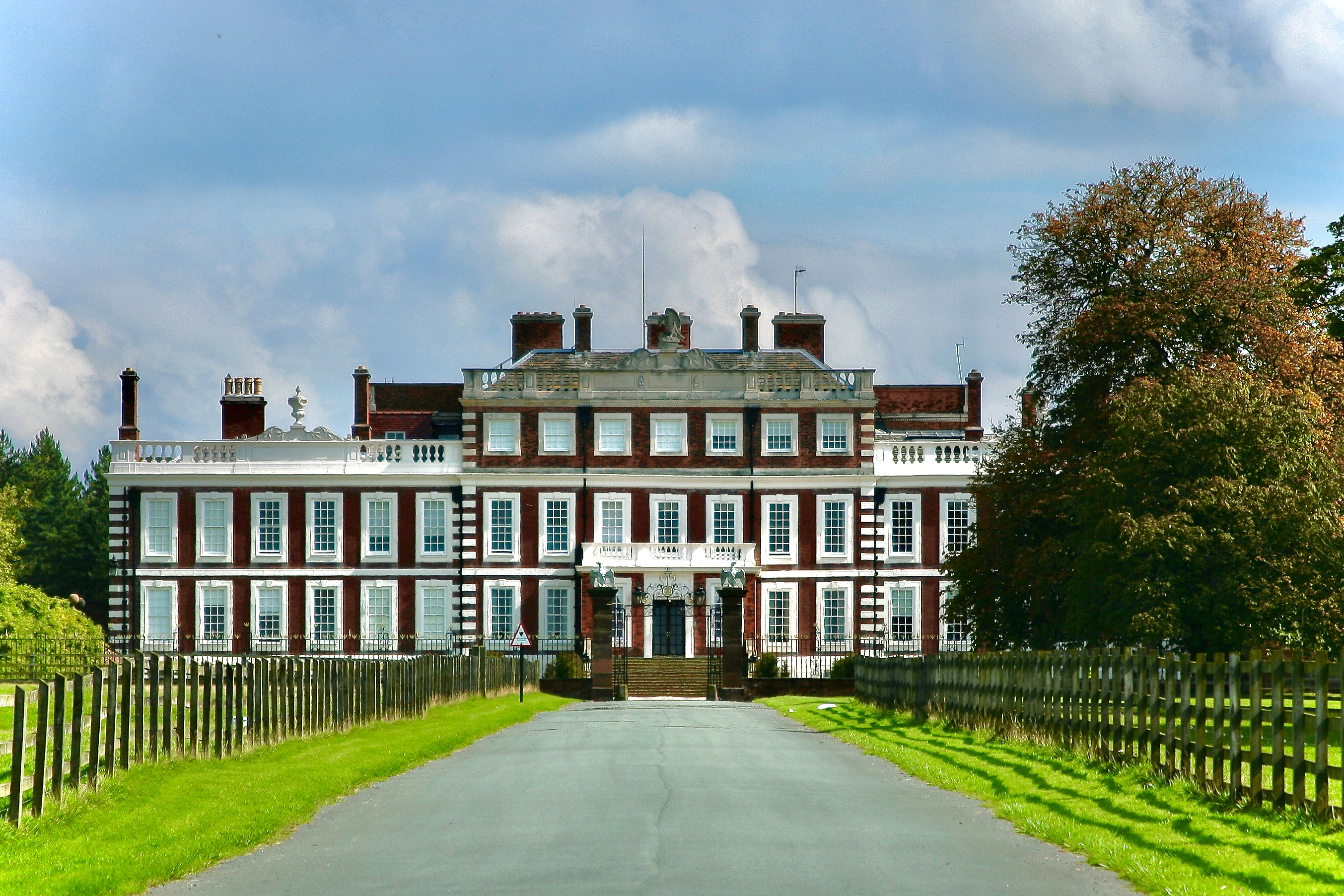
Ansicht von Westen. Der Ostflügel.

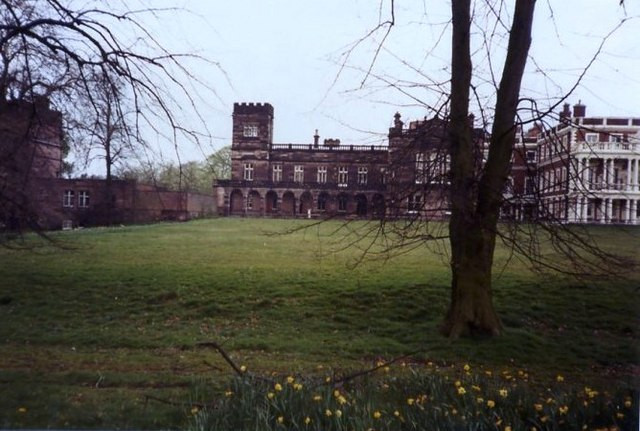
Ansicht von Süden. In der Mitte das heutige Ende des Südflügels, am linken Rand Teile von Dynamo Tower.

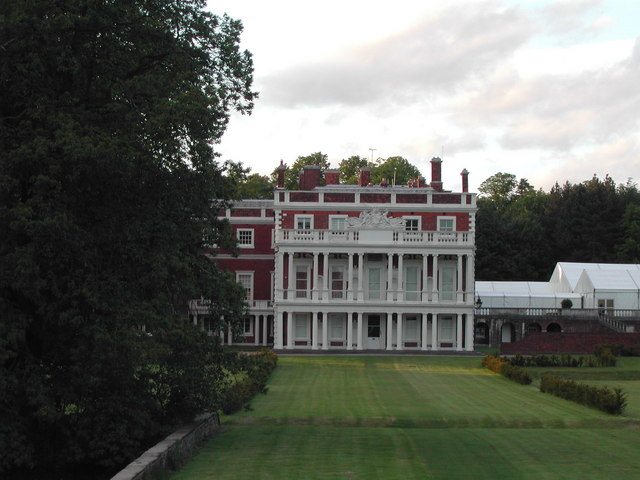
Loggia des Ostflügels

Knowsley Hall ist ein Herrenhaus in der Nähe der Stadt Liverpool in der Gemeinde Knowsley, Merseyside und gehört seit 1953 zu den denkmalgeschützten Gebäuden in England. Es war seit dem Englischen Bürgerkrieg der Stammsitz der Familie Stanley, der heutigen Earls of Derby. Das Herrenhaus ist von einer ausgedehnten Parklandschaft umgeben, in der sich auch der Knowsley Safari Park befindet. Die Anlage ist bis heute im Besitz der Familie Stanley, wird aber nicht mehr für Wohnzwecke genutzt, sondern dient hauptsächlich als Veranstaltungsort, zum Beispiel für private Feiern, Hochzeiten und Firmenevents. Herrenhaus und Park werden auch aktiv als Kulisse für Dreharbeiten vermarktet. 2022 wurden Knowsley Hall und der Safari Park von rund 566.000 Personen besucht. 2023 betrug die Besucherzahl etwa 546.000 Personen.

## Geschichte des Gebäudes und seiner Besitzer
Ursprünglich war Knowsley Hall ein Jagdhaus auf den Ländereien von Lathom House, das im Mittelalter das wichtigste Anwesen der Familie Stanley war. Es gibt bereits aus dem späten 14. Jahrhundert Hinweise auf ein Gebäude an dieser Stelle. Thomas Stanley erhielt den Titel Earl of Derby für seine Unterstützung von Heinrich VII. in der Schlacht von Bosworth, woraufhin der König 1495 Gast des Earls auf Lathom House und in Knowsley war, das damals noch als Jagdhaus geführt wurde. Aus dieser Zeit stammt die Bezeichnung Royal Lodging (in etwa: „Königliche Unterkunft“) für die ältesten Teile des Gebäudes.
Das heutige Erscheinungsbild ergibt sich aus einer Vielzahl von Um- und Anbauten, vor allem seit dem 18. Jahrhundert. Der erste umfangreiche Umbau von Knowsley Hall im frühen 18. Jahrhundert geht auf die Wünsche des zehnten Earls zurück. Unter Edward Smith-Stanley erweiterte man 1820 bis 1821 anlässlich eines Besuchs Georgs IV. die Räumlichkeiten um einen repräsentativen Speisesaal. Ab dieser Zeit sind auch die hauptsächlich tätigen Architekten bekannt: John Foster wirkte um 1820, William Burn in den 1840er-Jahren und W. H. Romaine-Walker ab 1910.
Der 13. Earl of Derby richtete eine, in Teilen heute noch vorhandene, große naturgeschichtliche Sammlung und Bibliothek auf Knowsley Hall ein. Die neueste große Erweiterung der Gebäude durch Romaine-Walker veranlasste Edward Stanley, sie bestimmt mit ihrer umfangreichen Neugestaltung, vor allem des Ostteils, den heutigen Charakter der Anlage. Als einer der wichtigsten Organisatoren der britischen Armee während des Ersten Weltkriegs stellte Edward Stanley auch sein Anwesen Knowsley Hall und das umgebende Land teilweise für militärische Zwecke zur Verfügung. Dabei diente das Gebäude als Krankenhaus, Erholungsheim und Unterkunft. Innerhalb der Grenzen des Parks errichtete man ein großes Militärlager und ein Übungsgelände.
Nach dem Zweiten Weltkrieg ließ der 18. Earl of Derby die Anlage durch Claud Phillimore auf eine besser verwaltbare Größe verkleinern und ein kleineres und moderneres Wohnhaus für die Familie bauen. Bei dieser Verkleinerung wurden im Nordteil des Gebäudes ein viktorianisches Gewächshaus und eine Bibliothek aus der gleichen Periode sowie ein Teil des alten Südflügels abgerissen, wodurch das heute als Dynamo Tower bekannte Gebäude vom Haupthaus getrennt wurde. Unter dem aktuellen Earl fanden umfangreiche und grundlegende Instandsetzungen statt.

## Architektur

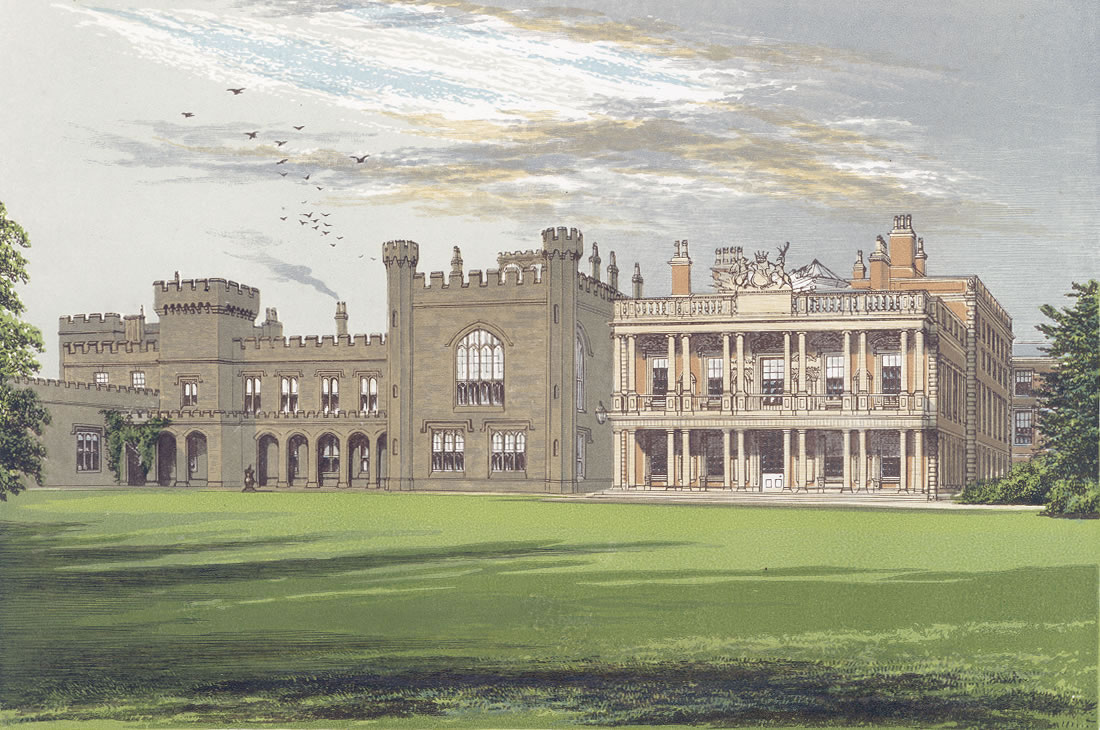
Die südliche Fassade um 1880. Erkennbar ist links der neugotische Südflügel und rechts die Loggia am Ende des Ostflügels.

### Exterieur
Das Gebäude hat einen L-förmigen Grundriss, dessen Flügel in Nord-Süd- bzw. Ost-West-Richtung ausgerichtet sind. Der in Nord-Süd-Richtung ausgerichtete Flügel wird üblicherweise als „Ostflügel“ bezeichnet, da er auf der Ostseite des Gebäudes liegt. Analog dazu wird der im rechten Winkel dazu stehende Flügel als „Südflügel“ bezeichnet. Der Südflügel enthält wahrscheinlich Bausubstanz aus dem 15. Jahrhundert, es werden unter anderem zwei Pfeiler in den Innenräumen auf diese Zeit datiert. Die im westlichen Teil mit zwei Türmen verzierte Fassade aus rotem Sandstein stammt aus dem späten 17. Jahrhundert. Der Ostflügel ist im georgianischen Steil erbaut, die Fassade aus Ziegeln und weißen Zierelementen stammt aus dem 18. Jahrhundert. Das Gebäude ist durchgängig zwei Stockwerke hoch, die Erhöhung um ein Stockwerk in der Mitte des Ostflügels stammt von 1912. Das südliche Ende des Ostflügels ist seit 1732 als Loggia gestaltet und zeigt zwei Reihen von dekorativen Säulenpaaren.
Bis weit in das 20. Jahrhundert hinein war das Gebäude noch ausgedehnter als heute. Eine Beschreibung des Zustandes von 1907 nennt als Länge des Ostflügels 415 ft (126 m) und als Länge des Südflügels 290 ft (88 m). Heute ist der Ostflügel noch 290 ft (88 m) und der Südflügel 130 ft (40 m) lang.

### Interieur
Im Gebäude finden sich nur wenige Architekturelemente des 18. Jahrhunderts, der Großteil der Repräsentationsräume zeigt heute den Zustand aus dem späten 19. und frühen 20. Jahrhundert. Das älteste eindeutige Element ist ein auf 1733 datierter Durchgang zwischen Gemäldegalerie und Stucco Room.
Die großzügige Eingangshalle besitzt eine reich gestaltete Wandverkleidung aus Eichenholz, deren älteste Teile noch aus jakobinischer Zeit stammen. An die Halle schließt sich die von Romaine-Walker im Stile des späten 17. Jahrhunderts entworfene Große Treppe an. Der Walnut Drawing Room hat seinen Namen von der französisch inspirierten Ausstattung in Walnussholz. Einer der größten Räume im Südflügel ist der im frühen 19. Jahrhundert gestaltete über 9 m hohe State Dining Room, ein Speisesaal in Form einer großen Halle mit zwei neugotischen Kaminen und großen vergoldeten Kronleuchtern. Die kleineren Repräsentationsräume sind der im Rokoko-Stil eingerichtete Stucco Room, im oberen Stock der Morning Room und der Breakfast Room, sowie im Erdgeschoss das als Lord Derby’s Room bezeichnete Arbeitszimmer.
Im Gebäude befindet sich noch eine Vielzahl von Gemälden italienischer und flämischer Maler, ein Großteil der Bestände der Bibliothek wurde nach dem Zweiten Weltkrieg verkauft.

## Parklandschaft

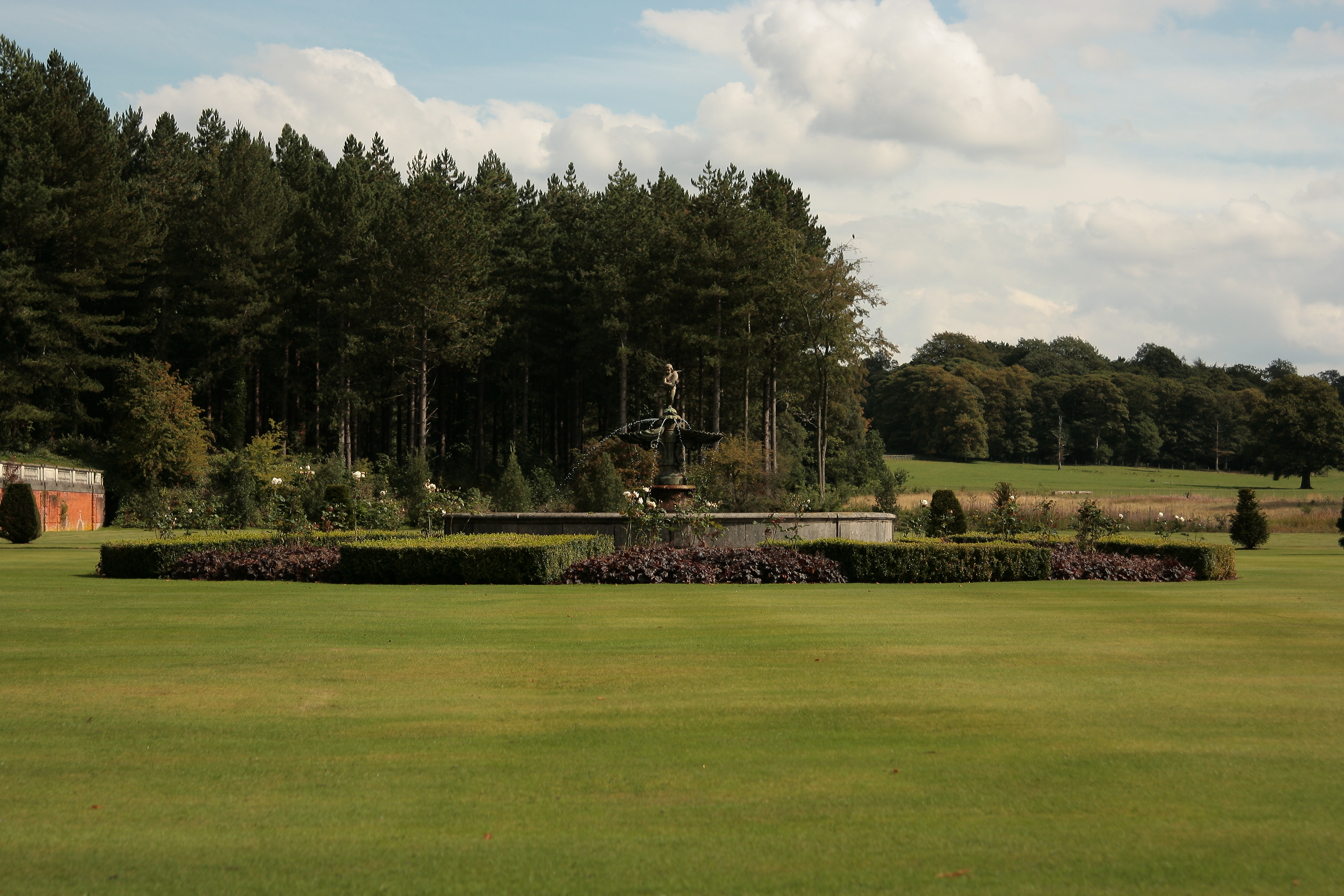
Blick über einen Teil des Parks

Die gesamte Parklandschaft ist ungefähr 10,1 km² groß und steht seit 1986 als Ganzes unter Denkmalschutz. In seiner heutigen Form ist der Park ein Werk des bekannten Landschaftsarchitekten „Capability“ Brown, der auch die Seen zur Wasserversorgung anlegen ließ. Diese Kette von Seen, bestehend aus Home Pond, Octagon Pond und White Man’s Dam erstreckt sich im zentralen Teil des Parks südlich und östlich des Herrenhauses. Der südöstliche Teil des Parks wurde 1971 in einen Safaripark umgewandelt.
Im Park liegen eine Reihe kleinerer Gebäude. Dazu zählen das William Kent zugeschriebene Sommerhaus The Octagon direkt am Octagon Pond, Stallungen, Bootshäuser, verschiedene Eingangsbauten und ein Wirtschaftshof. Zwischen Knowsley Hall und dem White Man’s Dam liegt das 1963 errichtete New House, der heutige Familienwohnsitz der Stanleys.
Der höchste Punkt des Parks liegt östlich der Seen an der Grenze zum Safaripark und ist mit knapp unter 100 m Höhe gleichzeitig der höchste Punkt in der näheren Umgebung. Er bietet eine gute Aussicht über das komplette Gelände.